# オマルー
オマルー（Oamaru）は、ニュージーランド南島のオタゴ地方にある町である。人口は1万3700人（2020年ニュージーランド人口統計）。

## 歴史

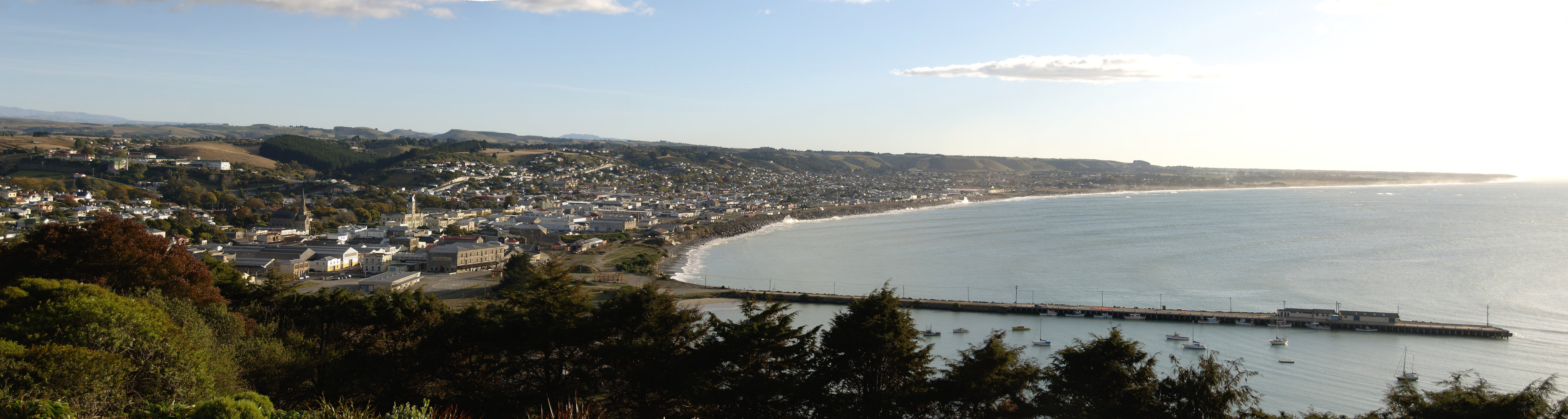
オマルー

「オマルー」とはマオリ語で「マルーの場所」(Place of Maru)を意味する。オマルーは、オタゴ地方の金山発見により、ゴールドラッシュの波に乗り、ニュージーランド有数の港町へと発展した。オマルー石を使用した建設ラッシュも始まり、今日のオマルーにも残る重厚な建造物が建てられた。
しかし、ダニーデンが深い入江の奥にあり天然の良港であるのに対してオマルーは砂浜海岸であり、大型船の接岸が困難であることから、地域の主要都市の座はダニーデンに譲ることになった。

## 観光
コガタペンギンのコロニーが有り、日が暮れた頃に海から戻ってくるペンギンを見ることができる。
街中にはペンギンに注意の道路標識がある。
街から歩いて15分程度のビーチにはキガシラペンギンの小さなコロニーも有る。こちらは夕方頃海から戻ってくる姿を見ることができる。

## 交通

### 空港
ティマルー空港からクライストチャーチ国際空港 、ウェリントン国際空港への航空路線が就航している。

### 高速バス
クライストチャーチ、ダニーデン、クイーンズタウン他から高速バスが運行されている。